# Amarpur (Bihar)
Amarpur è una città dell'India di 20.930 abitanti, situata nel distretto di Banka, nello stato federato del Bihar. In base al numero di abitanti la città rientra nella classe III (da 20.000 a 49.999 persone).

## Geografia fisica
La città è situata a 25° 1' 60 N e 86° 54' 0 E e ha un'altitudine di 57 m s.l.m..

## Società

### Evoluzione demografica
Al censimento del 2001 la popolazione di Amarpur assommava a 20.930 persone, delle quali 10.957 maschi e 9.973 femmine. I bambini di età inferiore o uguale ai sei anni assommavano a 3.854, dei quali 1.935 maschi e 1.919 femmine. Infine, coloro che erano in grado di saper almeno leggere e scrivere erano 8.873, dei quali 5.446 maschi e 3.427 femmine.